# Marcos Arturo Beltrán-Leyva
Marcos Arturo Beltrán-Leyva (* 17. September 1961 in Badiraguato, Mexiko; † 16. Dezember 2009 in Cuernavaca, Mexiko), alias „El Barbas“, war ein mexikanischer Drogenhändler, oberster Chef des Beltrán-Leyva-Kartells und von Mexiko und den USA international gesucht. Auf seine Ergreifung wurde eine Belohnung von 1,5 Millionen US-Dollar ausgesetzt und er stand seit 2009 auf der Liste der 37 meistgesuchten Drogenbosse in Mexiko.

## Leben
Die Beltrán-Leyva-Brüder gehörten zu den bekanntesten Drogenhändlern des Sinaloa-Kartells, bis sie sich im Januar 2008 unter der Führung von Arturo davon abspalteten. Innerhalb kurzer Zeit stieg Arturo Beltrán-Leyva zu einem der mächtigsten und grausamsten Chefs mexikanischer Drogenkartelle auf. Die beiden Kartelle haben US-Angaben zufolge zwischen 1990 und 2008 mehr als 400 Tonnen Kokain und Heroin in die USA geschmuggelt und damit knapp sechs Milliarden Dollar verdient. Dies gelang, weil die Kartelle einige Drogenfahnder, Richter und Politiker bis in die höchsten Ebenen korrumpierten oder unliebsame Personen ermordeten. Bereits 2008 verfolgte ihn ein Sonderkommando unter Leitung des damaligen Kommandeurs der mexikanischen Bundespolizei, Edgar Millán. Er entkam jedoch rechtzeitig. Kurz danach wurde Millán von einem Auftragskiller ermordet.
Beltrán-Leyva wurde am 11. Dezember 2009 von Agenten der US-Drogenbekämpfungsbehörde DEA auf einer Party aufgespürt und seitdem permanent observiert. Der Zugriff durch Soldaten der Marine erfolgte am 16. Dezember 2009. Beltrán-Leyva starb bei einer Schießerei mit den Soldaten in einer Luxusresidenz in Cuernavaca im Süden von Mexiko. Der Schlag gegen den als „Boss der Bosse“ bezeichneten Beltrán-Leyva galt wenige Tage vor dem Jahresende als Erfolg für Präsident Felipe Calderón im mexikanischen Drogenkrieg.